# San Cristoforo (Bobbio)
San Cristoforo is een plaats (frazione) in de Italiaanse gemeente Bobbio.